# Rolling Meadows (Illinois)
Rolling Meadows je grad u američkoj saveznoj državi Ilinois. Prema popisu stanovništva iz 2010. u njemu je živjelo 24.099 stanovnika.